# Marjorie, Contessa di Carrick

Stemma dei conti di Carrick.

Marjorie o Margaret, Contessa di Carrick (... – 1292) è stata una nobile scozzese, madre del futuro re di Scozia Roberto I.

## Biografia

### Ascesa e primo matrimonio
Era la figlia maggiore di Niall, conte di Carrick e di sua moglie Margaret Stewart. Il padre morì nel 1256, presumibilmente quando Marjorie era ancora giovane, e mentre la sovranità sul clan Carrick andò ad un lontano partente, sir Roland de Carrick, la figlia poté ereditare la contea di Carrick, principale possedimento della famiglia.
Si sposò in prime nozze col cavaliere Adamo di Kilconquhar, un favorito di re Alessandro III di Scozia. Nel 1269 tuttavia il marito partì per la nona crociata, e morì un anno più tardi in Terra santa, ad Acri. Marjorie rimase così vedova, e per non perdere il proprio feudo aveva necessità di risposarsi presto.

### Secondo matrimonio
C'è molta incertezza sulle circostanze in cui avvenne il matrimonio tra la contessa di Carrick e Robert Bruce, VI signore di Annandale. La versione più popolare vuole che Bruce, compagno d'armi di Adamo di Kilconquhar durante la crociata, fosse tornato in Scozia per portare alla contessa la notizia della morte del marito, e che Marjorie, invaghitasi a prima vista del cavaliere, lo abbia catturato, tenuto prigioniero nel suo castello di Turnberry e obbligato a sposarsi con lei dopo pochi giorni. Un'altra versione invece vuole Bruce sorpreso a cacciare nelle riserve della contessa, e quindi per questo catturato e portato da lei.
Quali che fossero i fatti, tutte le fonti sono concordi sulla fretta con cui fu celebrato il matrimonio, soprattutto per volontà della contessa. Non venne nemmeno atteso il consenso reale, e questo causò le ire di Alessandro III che fece sequestrare tutti i beni e le terre della contessa (che comunque le furono restituiti dietro il pagamento di una salata multa).
Quest'unione fu molto importante, e cementò il potere del clan Bruce alla corte di Scozia, tanto che in breve tempo la coppia riottenne il favore di Alessandro III.

### Ultimi anni
Sono ignote le attività della contessa durante gli ultimi anni di vita, e non è chiaro se giurò fedeltà ai deboli sovrani che si succedettero al trono scozzese in quegli anni (Margherita e Giovanni di Scozia).
Marjorie di Carrick morì nel 1292, e suo figlio maggiore Robert ereditò le sue terre e i suoi titoli, di cui si occupò personalmente data la stabile permanenza del padre nelle sue proprietà in Inghilterra dopo la morte della moglie.

## Discendenza
Dal primo matrimonio con Adamo di Kilconquhar Marjorie ebbe una sola figlia:
- Martha di Kilconquhar, che sposò sir Thomas Randolph e fu madre di Thomas Randolph, I conte di Moray.

Dal secondo matrimonio con Robert Bruce di Annandale ebbe dieci figli:
- Isabel Bruce (1272-1358), regina consorte di Norvegia in quanto seconda moglie di re Eric II;
- Mary Bruce (1273-1323), sposata prima a Neil Campbell e poi ad Alexander Fraser;
- Robert Bruce, VII Signore di Annandale (1274-1329), poi re Roberto I di Scozia;
- Christina Bruce (1278-1357), moglie del Guardiano di Scozia Andrew Murray;
- Nigel Bruce (1279-1306), giustiziato da Edoardo I d'Inghilterra per aver supportato il fratello;
- Edward Bruce (1280-1318), re d'Irlanda;
- Thomas Bruce (1284-1307), giustiziato da Edoardo I d'Inghilterra per aver supportato il fratello;
- Alexander Bruce (1285-1307), giustiziato da Edoardo I d'Inghilterra per aver supportato il fratello;
- Matilda Bruce (?-1324), moglie del conte Hugh de Ross;
- Margaret Bruce (?-?), sposata a William Carlyle

Un'undicesima figlia (secondo alcuni di nome Elizabeth Bruce) potrebbe essere semplicemente un'errata identificazione di Martha di Kilconquhar.

## Ascendenza
|                                                  |                  |                     | Genitori             |  |  | Nonni |  |  | Bisnonni                 |  |  | Trisnonni          |  |
|                                                  |                  |                     |                      |  |  |       |  |  | Gille Brigte di Galloway |  |  | Fergus di Galloway |  |
|                                                  |                  |                     |                      |  |  |       |  |  | Gille Brigte di Galloway |  |  | Fergus di Galloway |  |
|                                                  |                  | …                   |                      |  |  |       |  |  | Gille Brigte di Galloway |  |  |                    |  |
| Donnchadh, conte di Carrick                      |                  |                     |                      |  |  |       |  |  | Gille Brigte di Galloway |  |  |                    |  |
|                                                  |                  | …                   | …                    |  |  |       |  |  |                          |  |  |                    |  |
|                                                  |                  | …                   | …                    |  |  |       |  |  |                          |  |  |                    |  |
|                                                  |                  | …                   | …                    |  |  |       |  |  |                          |  |  |                    |  |
| Niall, conte di Carrick                          |                  | …                   |                      |  |  |       |  |  |                          |  |  |                    |  |
|                                                  |                  | …                   | …                    |  |  |       |  |  |                          |  |  |                    |  |
|                                                  |                  | …                   | …                    |  |  |       |  |  |                          |  |  |                    |  |
|                                                  |                  | …                   | …                    |  |  |       |  |  |                          |  |  |                    |  |
| …                                                |                  | …                   |                      |  |  |       |  |  |                          |  |  |                    |  |
|                                                  |                  | …                   | …                    |  |  |       |  |  |                          |  |  |                    |  |
|                                                  |                  | …                   | …                    |  |  |       |  |  |                          |  |  |                    |  |
|                                                  |                  | …                   | …                    |  |  |       |  |  |                          |  |  |                    |  |
| Marjorie, contessa di Carrick                    |                  | …                   |                      |  |  |       |  |  |                          |  |  |                    |  |
|                                                  | Alan fitz Walter | Walter fitz Alan    |                      |  |  |       |  |  |                          |  |  |                    |  |
|                                                  | Alan fitz Walter | Walter fitz Alan    |                      |  |  |       |  |  |                          |  |  |                    |  |
|                                                  | Alan fitz Walter | Eschina de Lundonis |                      |  |  |       |  |  |                          |  |  |                    |  |
| Walter Stewart (III grande intendente di Scozia) | Alan fitz Walter |                     |                      |  |  |       |  |  |                          |  |  |                    |  |
|                                                  |                  | Alesta di Mar       | Morgan, conte di Mar |  |  |       |  |  |                          |  |  |                    |  |
|                                                  |                  | Alesta di Mar       | Morgan, conte di Mar |  |  |       |  |  |                          |  |  |                    |  |
|                                                  |                  | Alesta di Mar       | …                    |  |  |       |  |  |                          |  |  |                    |  |
| Margaret Stewart                                 |                  | Alesta di Mar       |                      |  |  |       |  |  |                          |  |  |                    |  |
|                                                  |                  | …                   | …                    |  |  |       |  |  |                          |  |  |                    |  |
|                                                  |                  | …                   | …                    |  |  |       |  |  |                          |  |  |                    |  |
|                                                  |                  | …                   | …                    |  |  |       |  |  |                          |  |  |                    |  |
| …                                                |                  | …                   |                      |  |  |       |  |  |                          |  |  |                    |  |
|                                                  |                  | …                   | …                    |  |  |       |  |  |                          |  |  |                    |  |
|                                                  |                  | …                   | …                    |  |  |       |  |  |                          |  |  |                    |  |
|                                                  |                  | …                   | …                    |  |  |       |  |  |                          |  |  |                    |  |
|                                                  |                  | …                   |                      |  |  |       |  |  |                          |  |  |                    |  |